# 谷花音
谷 花音（たに かのん、2004年〈平成16年〉5月4日 - ）は、日本の女優、タレントで、元子役。
埼玉県出身。姉妹の長女。特技は英語、華道。テアトルアカデミー（旧劇団コスモス）を経て、現在はアットプロダクションに所属。

## 略歴
2011年（平成23年）、4月期ドラマ『名前をなくした女神』で進藤羅羅役、続いて7月期ドラマ『全開ガール』で桜川日向役を演じ、同時期のNECのCMにおけるナビゲーターへの起用で一躍注目を集める。
2012年（平成24年）4月から『beポンキッキーズ』のメインキャストを同事務所の鈴木福と共に史上最年少で務める。同年8月に、同事務所で親友の小林星蘭と共に「すたーふらわー」として『年下の男の子』をカバーしたシングルを出し、歌手デビュー、その後もシングル『White Love』を発売している。
2013年（平成25年）2月、『beポンキッキーズ』から「福と花音」のユニットで『ネコニャンニャンニャン イヌワンワンワン カエルもアヒルもガーガーガー』を発売しデビュー。同年8月、映画『上京ものがたり』で映画デビューもした。
2014年（平成26年）、舞台『Paco〜パコと魔法の絵本〜 from「ガマ王子vsザリガニ魔人」』で主演・パコ役を務めた。
2021年2月、アメリカの高校に語学留学していることを報告。約半年後の7月に留学を終えて帰国した。
2023年4月より大学に進学した。
2024年度からは大学とあわせて夜間の専門学校にも通う。

## 人物
- 撮影現場へは埼玉の自宅から電車で通っている。セリフを覚えるのは就寝前で、母から台本のセリフを聞き、朝にはしっかり覚えているという。泣く演技を得意としており、母が死んでしまうなどの悲しいことを思い浮かべるとすぐに泣けるという[9]。
- かつて事務所が同じだった鈴木福からは「のんちゃん」と呼ばれている[10]。

## 出演

### テレビドラマ
- ぼくの妹 第3話（2009年5月3日、TBS） - 江上颯（幼少期） 役
- 親父の一番長い日（2009年6月19日、フジテレビ） - 墨田千晴（幼少期） 役
- FILM FACTORY「えいごリズム」（2010年3月3日 - 24日、テレビ東京）
- 夏の恋は虹色に輝く（2010年7月19日 - 9月20日、フジテレビ） - クラスメイト 役
- 美しい隣人（2011年1月11日 - 3月15日、関西テレビ） - 相田未央 役
- プロポーズ兄弟〜生まれ順別 男が結婚する方法〜 第4夜（2011年2月24日、フジテレビ） - 鈴木静香 役
- 名前をなくした女神（2011年4月12日 - 6月21日、フジテレビ） - 進藤羅羅 役
- 全開ガール（2011年7月11日 - 9月19日、フジテレビ） - 桜川日向 役[11][12]
- 美男ですね 第1話（2011年7月15日、TBS） - 青空学園の子ども 役
- 恋愛ニート〜忘れた恋のはじめ方 第1話（2012年1月20日、TBS） - 木下凛（幼少期） 役
- ブラックボード〜時代と戦った教師たち〜 第3夜（2012年4月7日、TBS） - 大宮由希 役
- パパドル!（2012年4月19日 - 6月28日、TBS） - 花村佳奈 役
- みをつくし料理帖（テレビ朝日） - あさひ太夫 / 野江（幼少期） 役
  - 1（2012年9月22日）[13][14]
  - 2（2014年6月8日）
- 大!天才てれびくん ドラまちがい「アリスの恋する鞄」（2012年11月13日 - 12月4日、NHK Eテレ） - アリス 役
- ポプラの秋（2012年11月24日、関西テレビ） - 星野千秋（幼少期） 役[15]
- ちびまる子ちゃん（2013年10月1日、フジテレビ） - 篠原葵 役[16]
- 命〜天国のママへ〜（2013年11月11日、MBS / TBS） - 友永菜摘 役[17]
- よろず占い処 陰陽屋へようこそ 第10話（2013年12月10日、関西テレビ） - 只野路子（幼少期） 役
- 名古屋行き最終列車（メ〜テレ） - 菜々子 役
  - 第2弾 第4話（2014年1月30日）
  - 第3弾 第4話（2015年2月5日）
  - 第4弾 第4話（2016年2月4日）
  - 第5弾 第4話（2017年2月9日）
  - 第6弾 第4話（2018年2月5日）
  - 第7弾 第10話（2019年3月25日）
  - 第8弾 第4話（2020年1月31日）
  - 第9弾 第3話（2021年2月15日）
- ホワイト・ラボ〜警視庁特別科学捜査班〜 第2話 - 第9話（2014年4月21日 - 6月9日、TBS） - 神山真美 役
- Mr.サンデー特別版・新証言&極秘資料入手『東京オリンピックと世紀の大犯罪』〜追跡!封印された死刑囚たちの“正体”〜（2014年10月12日、フジテレビ） - 古川るり子 役
- 大江戸捜査網2015〜隠密同心、悪を斬る!（2015年1月2日、テレビ東京） - 山川智寿 役
- 三匹のおっさん2〜正義の味方、ふたたび!!〜 第1話（2015年4月24日、テレビ東京） - 竹田里織 役
- 夢を与える（2015年5月16日 - 6月6日、WOWOW） - 阿部夕子（幼少期） 役
- ある日、アヒルバス 第4話（2015年7月26日、NHK BSプレミアム） - 春香 役
- レッドクロス〜女たちの赤紙〜 第2夜（2015年8月2日、TBS） - 桜 役
- あの日見た花の名前を僕達はまだ知らない。（2015年9月21日、フジテレビ） - 本間芽衣子（幼少期） 役[18][19][20]
- ガードセンター24 広域警備指令室 （2016年9月16日、日本テレビ） - 牧瀬いちご 役[21][22]
- ボクのお年玉はどこ?（2017年1月3日、メ〜テレ） - 里中凛 役
- 池波正太郎時代劇 光と影 第5話（2017年12月5日、BSジャパン「火曜ドラマ8」） - おちい 役
- 直撃!シンソウ坂上SP 〜日航123便からのメッセージ・33年目の真相〜（2018年8月16日、フジテレビ） - 村上みき 役
- 病室で念仏を唱えないでください 第10話（2020年3月20日、TBS） - 木村尚 役[23]
- 新宿野戦病院 第4話（2024年7月24日、フジテレビ） - カスミ 役[24]

### 映画
- 上京ものがたり（2013年8月24日、ファントム・フィルム） - 沙希 役[25][26][27]
- ミックス。（2017年10月21日、東宝） - 日高菜々美 役[28][29][30]

### インターネットドラマ
- 30ハケン女が就職する方法♪（2010年2月1日 - 全12話、BeeTV）

### 劇場アニメ
- 君の名は。（2016年8月26日、東宝） - 宮水四葉 役[31][32][33]
- 夜明け告げるルーのうた（2017年5月19日、東宝映像事業部） - 主演・ルー 役[34][35][36]
- 天気の子（2019年7月19日、東宝）- 宮水四葉 役[37]

### 吹き替え
- I LOVE スヌーピー THE PEANUTS MOVIE（2015年12月4日、20世紀フォックス） - ルーシー・ヴァン・ペルト 役[38][39][40]

### テレビ番組
- beポンキッキーズ（2012年4月2日 - 2017年3月31日、BSフジ） - 司会[注 1][41][42]
- いのちのいろいろ（2012年4月3日 - 2015年3月31日、日本テレビ） - ナビゲーター
- メ〜テレ50周年特別番組 子どもが憧れの有名人に本気インタビュー!（2012年5月6日、メ〜テレ） - 子どもMC[注 1]
- 小さなセカイの大きなチカラ ミクロワールド大冒険（2013年7月20日、MBS） - 妹 役
- 大人も知らない大人の事情（2015年6月8日、テレビ東京） - MC[注 2]
- 福くん・花音ちゃんも一緒に!兵動大樹のキュリオス自由研究!（2018年10月6日、関西テレビ）

### 舞台
- Paco〜パコと魔法の絵本〜 from「ガマ王子vsザリガニ魔人」（2014年2月7日 - 3月21日、東京 / 地方） - 主演・パコ 役　※キッド咲麗花（TPD Dash!!）とのダブルキャスト[43]
- ようこそ、ミナト先生（2022年6月4日 - 19日、新国立劇場 中劇場 / 6月29日 - 7月3日、梅田芸術劇場 メインホール）[44]
- うねり〜踊らない二人〜（2024年3月13日 - 17日、京都劇場 / 3月21日 - 31日、ヒューリックホール東京 / 4月7日・8日、刈谷市総合文化センター アイリス 大ホール / 4月11日・12日、電力ホール）[45]
- 明治座新春純烈公演 第1部「俺たちはダディじゃねえ!」（2025年1月7日 - 28日、明治座）[46]

### CM
- パナソニック（2009年 - ）
- コカ・コーラ アクエリアス ゼロ（2009年5月 - ）
- ユーキャン（2010年1月 - ）
- レキットベンキーザー・ジャパン ミューズ消毒ハンドジェル（2010年5月 - ）
- 小林製薬
  - 洗いたて消臭シャボン（2010年9月 - ）
  - ブルーレット香るトイレ用洗剤（2013年10月 - ）
- 東レ（2010年4月 - ）
- NECパーソナルコンピュータ
  - ビジネスPC（2011年6月 - ） - かのんちゃん 役
  - NECパソコン（2013年5月 - ）
  - スマートデバイス（2013年11月 - ）
- カルビー かっぱえびせん（2011年5月 - ） - 少女ダンサー
- 学研教室 夏の特別教室（2011年6月 - ）
- 山陽電気鉄道「1dayチケットPR / 阪神梅田 - 山陽姫路間 乗り換えなしの利便性」（2011年11月 - ）[注 3][47]
- TAKARA TOMY A.R.T.S mimicry pet（2012年4月 - ）
- 四谷大塚 全国統一小学生テスト（2012年4月 - ）
- アイキッズ キッズ時計ショートムービー（2012年）[48][注 4]
- 田中貴金属工業 企業（2012年6月 - ）
- 日本水産 ニッスイ おさかなのソーセージ（2012年6月 - ）
- 阪神住建 スパワールド 世界の大温泉
  - キッズプール（2012年6月 - ）
  - 世界の大岩盤浴（2012年6月 - ）
  - スパプー（2013年6月 - ）
- サントリーフーズ ボス レインボーマウンテンブレンド 「宇宙人pジョーンズの地球調査シリーズ」（2012年7月 - ） - 本人 役
- ハシモト フィットちゃんランドセル 2013年度版（2012年8月 - ）
- 日本クラフトフーズ（当時） キシリクリスタル（2012年9月 - ）[49]
- CCI SMART MIST（2013年3月 - ） - 飯野志保 役
- コープみらい 「ひとつになって、みらいへ。」（2013年3月 - ）
- アサヒ飲料 アサヒおいしい水 富士山（2013年7月 - ）[50]
- B-R サーティワン アイスクリーム（2014年4月 - ）[51]
- 日本証券業協会
  - NISAがいいさ編 （2015年11月 - ）
  - ジュニアNISAがいいさ編 （2016年1月 - ）
- ニチイ学館 COCO塾ジュニア（2016年1月 - ）[52]
- フィットちゃんランドセル（2016年）[53]

### 広告
- キッザニア東京 野菜マルシェ 野菜とともだち大使（2011年）[54]
- 全日本不動産協会東京都本部イメージキャラクター（2012年）[55]
- 田中貴金属工業 コツコツ応援キャンペーンイメージキャラクター（2012年）[56]
- フィットちゃんランドセルイメージキャラクター（2012年）[注 5]
- ロッテ チョコパイ・ロイヤルミルクティー「この大人アリスは誰でしょう?キャンペーン」（2016年2月 - ）[57]

### MV
- Lily.μ「SECOND LOVE〜2度めの恋〜」（2012年3月7日）[注 6]

### ゲーム
- ブレイブリーデフォルト フライングフェアリー（2012年10月11日、スクウェア・エニックス） - ヴィクトリア・F・シュタイン 役[58]
  - ブレイブリーデフォルト フォーザ・シークウェル（2013年12月5日）

## 書籍
- 谷花音 Kanon's Book 〜ステキな女の子になる51の方法〜（2012年、東京ニュース通信社）ISBN 978-4863362109

### 雑誌
- ニコ☆プチ別冊付録 ニコ☆プチKIDS（2011年12月号 - 、新潮社）